# George M. Church
George McDonald Church, född 28 augusti 1954, är en amerikansk genetiker, molekylär ingenjör och kemist. Från och med 2015 är han Robert Winthrop Professor of Genetics vid Harvard Medical School och Professor of Health Sciences and Technology vid Harvard och MIT samt en av grundarna av Wyss Institute for Biologically Inspired Engineering vid Harvard.

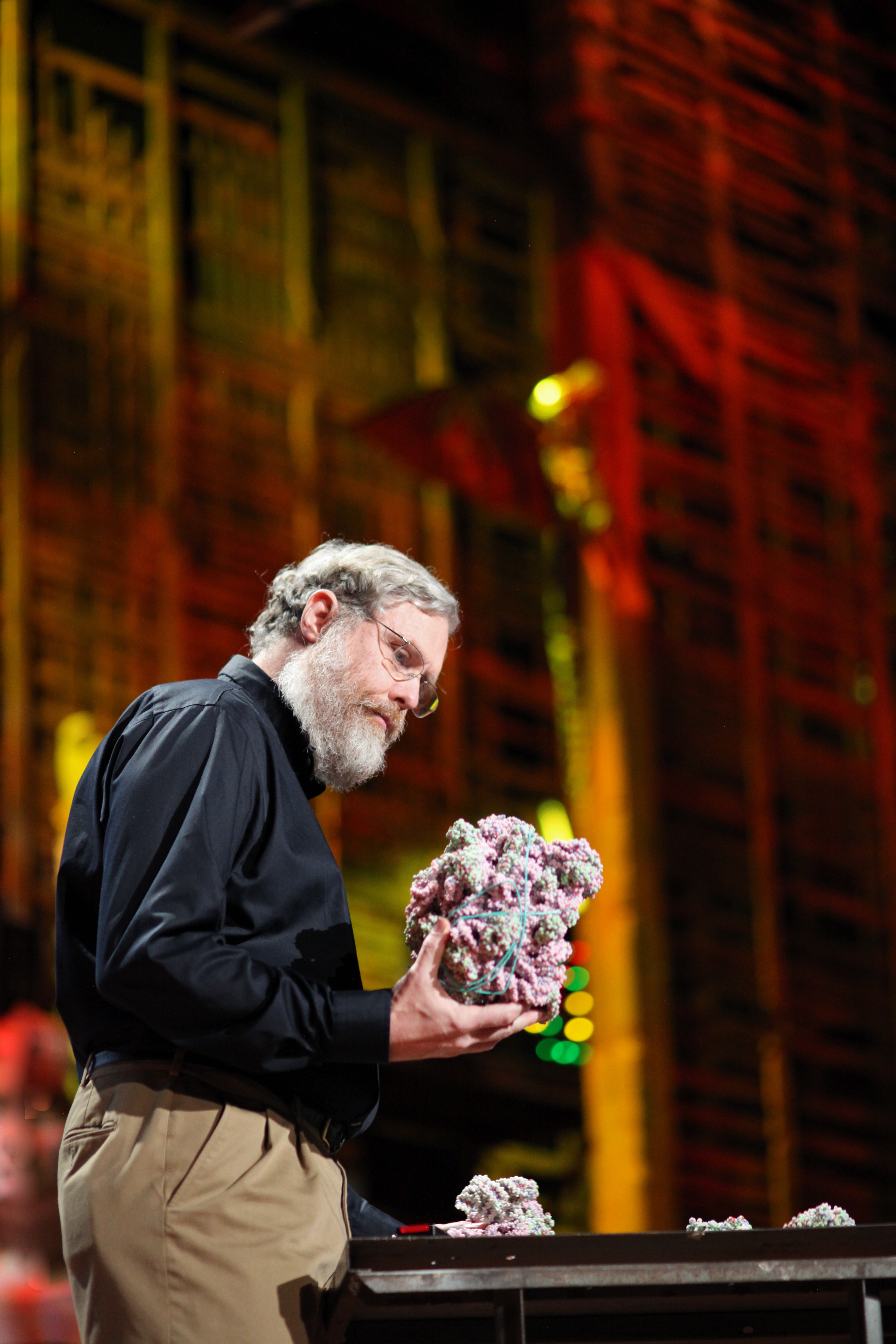
Church på TED 2010, bilden är tagen av Steve Jurvetson.